# Canton du Raincy
Le canton du Raincy est une ancienne division administrative française située dans le département de la Seine-Saint-Denis et la région Île-de-France.
À la suite du redécoupage cantonal de 2014 en France, ses communes ont été réparties entre le canton de Livry-Gargan et celui de Villemomble

## Histoire

### Département deSeine-et-Oise
Le canton du Raincy du département de Seine-et-Oise a été créé par détachement de l'ancien canton de Gonesse par la loi du 7 avril 1882. Le nouveau canton comprenait les communes du Raincy, de Livry, Vaujours, Coubron, Clichy-sous-Bois, Montfermeil, Gagny, Neuilly-sur-Marne, Gournay et Noisy-le-Grand.
Il a été scindé par l'article 11 du décret du 28 janvier 1964, qui a créé à sa place : 
- le nouveau canton du Raincy, composé des communes de Gagny, Montfermeil et Le Raincy ;
- le canton de Livry-Gargan, composé des communes de Clichy-sous-Bois, Coubron, Livry-Gargan et Vaujours ;
- Le canton de Neuilly-Plaisance, composé des communes de Gournay-sur-Marne, Neuilly-sur-Marne, Neuilly-Plaisance et Noisy-le-Grand[3].

### Canton de laSeine-Saint-Denis
Le canton du Raincy a été recréé par le décret du 20 juillet 1967, lors de la constitution du département de la Seine-Saint-Denis. Il comprenait les communes du Raincy et de Clichy-sous-Bois.
Un nouveau découpage territorial de la Seine-Saint-Denis entré en vigueur à l'occasion des premières élections départementales suivant le décret du 21 février 2014. Les conseillers départementaux sont, à compter de ces élections, élus au scrutin majoritaire binominal mixte. Les électeurs de chaque canton élisent au Conseil départemental, nouvelle appellation du Conseil général, deux membres de sexe différent, qui se présentent en binôme de candidats. Les conseillers départementaux sont élus pour 6 ans au scrutin binominal majoritaire à deux tours, l'accès au second tour nécessitant 12,5 % des inscrits au 1er tour. En outre, la totalité des conseillers départementaux est renouvelée. Ce nouveau mode de scrutin nécessite un redécoupage des cantons dont le nombre est divisé par deux avec arrondi à l'unité impaire supérieure si ce nombre n'est pas entier impair, assorti de conditions de seuils minimaux. En Seine-Saint-Denis, le nombre de cantons passe ainsi de 40 à 21.
Dans ce cadre, la commune de Clichy-sous-Bois a été rattachée au nouveau canton de Livry-Gargan et celle du Raincy au nouveau canton de Villemomble.
Le canton supprimé en 2015 ne recouvrant pas les limites de celui créé en 1882, l'évolution de la couleur politique des conseillers généraux doit être analysée en tenant compte de celle de la délimitation cantonale.

## Représentation

### Conseillers généraux du canton du Raincy (Seine-et-Oise) de 1882 à 1967
| Période | Période                    | Identité                    | Étiquette   | Qualité |
| ------- | -------------------------- | --------------------------- | ----------- | --- |
| 1882    | 1886                       | Henri Marc Vermeil          | Républicain | Médecin à Neuilly-sur-Marne Ancien conseiller général du Canton de Gonesse |
| 1886    | 1904                       | Roger-Ballu (père)          | Act.lib.    | Inspecteur général des Beaux-Arts Maire de Gournay-sur-Marne, conseiller d'arrondissement Député (1902 → 1906)                                                                              |
| 1904    | 1905 (décès)               | Charles Herpin              | Rad.        | Médecin, maire de Livry-Gargan (1904 → 1905) |
| 1905    | 1935 (décès)               | Louis Amiard                | Rad.ind.    | Avocat à la Cour d'appel de Paris Maire de Neuilly-sur-Marne (1904-1935) Propriétaire rue Greuze à Paris Sénateur (1926 → 1935) Président du Conseil général de Seine-et-Oise (1923 → 1935) |
| 1935    | 1940 (déchu de son mandat) | Émile Cossonneau            | PC-SFIC     | Ouvrier serrurier Maire de Gagny (1935 → 1940) Député (1936 → 1940) Révoqué à la suite des décrets Daladier                                                                                 |
|         |                            |                             |             | |
| 1943    | 1945                       | Georges Villaume            |             | Chef de bureau à la Préfecture de la Seine Conseiller municipal du Raincy Nommé conseiller départemental en 1943                                                                            |
|         |                            |                             |             | |
| 1945    | 1951                       | Robert Ballanger            | PCF         | Employé Député (1945 → 1981) Conseiller municipal de Livry-Gargan (1953-1959) |
| 1951    | 1958                       | Robert Weber                | RPF puis RS | Propriétaire au Raincy |
| 1958    | 1961 (décès)               | César Collaveri (1901-1961) | SFIO        | Régisseur Maire de Livry-Gargan (1947 → 1961) assassiné en 1961 |
| 1961    | 1967                       | Raymond Valenet             | UNR         | Directeur des plâtrières de Livry-Gargan Député (1962 → 1978) Maire de Gagny (1958 → 1977) Conseiller général du Canton de Gagny (1967 → 1978)                                              |

### Conseillers d'arrondissement du canton du Raincy (Seine-et-Oise) (de 1882 à 1940)
Le canton du Raincy appartenait à l'arrondissement de Pontoise.
| Période      | Période          | Identité                    | Étiquette           | Qualité |
| ------------ | ---------------- | --------------------------- | ------------------- | --- |
| 1882         | 1883             | Ferdinand Louis Dieudonné   | Libéral             | Ancien négociant en cols de cravates, conseiller municipal du Raincy, ancien conseiller d'arrondissement du canton de Gonesse                                                   |
| 1883         | 1886             | Roger-Ballu                 | Act.lib.            | Inspecteur des Beaux-Arts, propriétaire à Gournay-sur-Marne et rue de Boulogne à Paris                                                                                          |
| 1886         | 1886             | Théophile Poilpot           | Radical             | Artiste peintre, propriétaire à Paris, adjoint au maire, puis maire (1887-1892) de Noisy-le-Grand                                                                               |
| sept. 1886   | 1889             | Léon Bry (1839-1893)        | Républicain libéral | Opticien, maire de Gagny (1884-1893) |
| 1889         | Oct.1890 (décès) | Amédée Huck                 | Radical             | Administrateur du bureau de bienfaisance, Paris, propriétaire au Raincy et rue Corbeau à Paris                                                                                  |
| 14 déc. 1890 | 1912 (décès)     | Cyprien Galtier (1837-1912) | Radical             | Chef d'institution, propriétaire, adjoint au maire du Raincy, Président du Conseil d'arrondissement                                                                             |
| 1913         | 1925             | Jean Henri Valentin         |                     | Maire de Livry-Gargan (1905-1919), propriétaire Rue Beaubourg puis Rue Portefoin à Paris                                                                                        |
| 1925         | 1937             | Émile Gérard (1867-1954)    | SFIO                | Journaliste, maire de Livry-Gargan (1919-1924) |
| 1937         | 1940             | Daniel Perdrigé (1905-1941) | PC-SFIC             | Employé de banque et de bourse, conseiller municipal puis maire de Montfermeil Révoqué à la suite des décrets Daladier Fusillé comme otage le 15 décembre 1941 au Mont-Valérien |
| 1940         |                  |                             |                     | Les conseils d'arrondissement ont été suspendus par la loi du 12 octobre 1940 et n'ont jamais été réactivés                                                                     |

### Conseillers généraux du canton du Raincy (Seine-Saint-Denis) de 1967 à 2015
| Période      | Période      | Identité                  | Étiquette    | Qualité |
| ------------ | ------------ | ------------------------- | ------------ | --- |
| 1967         | 1968 (décès) | Marcel Colson             | Ind.         | Industriel Maire du Raincy Décédé en fonction                                                                              |
| 30 mars 1968 | 1973         | Daniel Marchal            | RI           | Conseiller municipal du Raincy                                                                                             |
| 1973         | 1976 (décès) | Lucien Doudey (1907-1976) | DVD          | Maire du Raincy (1968 → 1976)                                                                                              |
| 1976         | 1998         | Raymond Mège              | DVD puis UDF | Ingénieur Maire du Raincy (1976 → 1995) Conseiller régional                                                                |
| 1998         | 2004         | Claude Dilain             | PS           | Médecin pédiatre Maire de Clichy-sous-Bois (1995 → 2011) Suppléant du député Alain Calmat (1997-2002)                      |
| 2004         | 2011         | Ludovic Toro              | UMP          | Médecin généraliste Conseiller municipal de Coubron Suppléant du député Éric Raoult                                        |
| 2011         | 2015         | Claude Dilain             | PS           | Médecin pédiatre Maire de Clichy-sous-Bois (1995 → 2011) Sénateur de la Seine-Saint-Denis (2011 → 2015) Décédé en fonction |

## Composition (1967 - 2015)
| Nom                   | Code Insee | Intercommunalité         | Population (dernière pop. légale) |
| --------------------- | ---------- | ------------------------ | --------------------------------- |
| Le Raincy (chef-lieu) | 93062      | Métropole du Grand Paris | 14 400 (2014)                     |
| Clichy-sous-Bois      | 93014      | Métropole du Grand Paris | 29 933 (2014)                     |

## Démographie
| 1962   | 1968   | 1975   | 1982   | 1990   | 1999   | 2006   | 2011   | 2012   |
| ------ | ------ | ------ | ------ | ------ | ------ | ------ | ------ | ------ |
| 26 514 | 30 581 | 36 189 | 37 841 | 41 658 | 41 249 | 43 542 | 43 763 | 44 713 |